# 메이드 인 어비스
《메이드 인 어비스》(일본어: メイドインアビス 메이도 인 아비스[*])는 츠쿠시 아키히토의 다크 판타지 만화이다. WEB 코믹 감마(구 망가 라이프 WIN+)에서 2012년부터 연재하고 있다. 타케쇼보의 웹코믹 사이트 'WEB 코믹 감마'에서 2012년부터 부정기 연재 중이다. 게재 페이지에서는 단행본에 수록되어 있지 않은 최신화와 앙코르 게재를 읽을 수 있다.

## 공식 줄거리
수수께끼가 가득한 빅홀 어비스. 그 안에는 온갖 기묘하고 기괴한 생물들이 살고 있으며, 현 인류로서는 만들어낼 수 없는 귀중한 유물들이 잠들어 있다. 많은 사람들이 어비스에 매료되어 어비스에 모험을 떠난다. 이들을 탐굴가라고 부른다. 어머니처럼 위대한 탐굴가가 되고 싶어하는 벨 체로 보육원의 소녀 리코는 어비스의 수수께끼를 풀고자 깊숙히 들어가길 원한다.
평소와 같이 아이들과 함께 탐굴하러 간 어느날 리코는 소년의 모습을 한 로봇을 줍는다. 리코는 그 로봇에게 레그라는 이름을 붙여준다. 그로부터 얼마뒤 어비스에서 발견된 리코의 어머니의 물품들이 지상으로 올라온다. 리코는 어머니의 물품을 구경하다가 어느 한 메시지를 발견한다. 그 메시지에는 '나락의 끝에서 기다린다'라는 문구가 써져 있었다.
리코는 레그와 함께 자신의 어머니를 찾기 위해 어비스의 맨 아래 나락의 끝으로 향하는데…